# Бой на Великой топи
Бой на Великой топи (англ. Great Swamp Fight) — сражение между наррагансеттами, с одной стороны, и ополченцами Новой Англии, а также их индейскими союзниками, с другой, произошедшее 19 декабря 1675 года во время Войны Короля Филипа. Обвинив наррагансеттов в укрывательстве восставших вампаноагов, войско Конфедерации Новой Англии напало на укреплённое поселение племени. Сражение вынудило прежде нейтральных наррагансеттов вступить в войну на стороне сил Метакомета.

## Предыстория
Когда началась Война Короля Филипа, наррагансетты старались сохранить нейтралитет, несмотря на недовольство действиями колониальных властей. 25 июня на встрече с Роджером Уильямсом и тремя делегатами Массачусетса вожди племени пообещали не вступать в конфликт. В следующем месяце Конфедерация Новой Англии послала войско к поселениям наррагансеттов, чтобы оказать давление на лидеров народа и заставить их подписать договор, согласно которому они обязались выдавать враждебных вампаноагов. После того, как вампаноаги покинули полуостров Покассет, некоторые из них нашли пристанище у наррагансеттов.
Сахемы племени продолжали надеяться оставаться нейтральными, хотя с расширением боевых действий положение наррагансеттов ухудшилось. 11 октября Уильямс встретился с сахемом племени Канончетом. Он предостерёг его от вступления в войну и сказал, что англичане уничтожат всех, кто станет помогать Метакомету. Канончет ответил, что он желает мира, но не может контролировать всех молодых воинов племени. 18 октября сахем отправился в Бостон и подписал очередное мирное соглашение с колониальными властями.
После того, как индейцы долины реки Коннектикут вступили в войну, власти Конфедерации Новой Англии обвинили наррагансеттов во враждебности и участии в конфликте на стороне Метакомета. В начале декабря руководство колоний собрало войско для проведения военной кампании против наррагансеттов: 527 солдат предоставил Массачусетс, 325 Коннектикут и 158 — Плимут. Силы Массачусетса находились под руководством майора Сэмюэла Эплтона, коннектикутских солдат возглавил майор Роберт Трит, а две плимутские роты — капитаны Уильям Брэдфорд и Джон Горэм. Союзными мохеганами и пекотами руководил вождь Ункас. Когда объединённые силы собрались в Уикфорде, их возглавил губернатор Плимута Джосайя Уинслоу.

## Ход боя
19 декабря колониальная армия отправилась к форту наррагансеттов, который был построен в европейском стиле на большом болоте. К войску присоединились воины пекотов и мохеганов, и в общей сложности оно насчитывало около 1150 человек — это была самая мощная армия, когда-либо собранная колониями Новой Англии. Войско Уинслоу вёл наррагансетт Питер, пленённый отрядом капитанов Сэмюэла Мосли и Бенджамина Чёрча. Перед восходом солнца армия Конфедерации выступила к Великой топи и прибыла на её окраину около полудня. Хотя англичане уже ощущали недостаток в припасах, их преимущество заключалось в том, что сильный мороз сковал окружавшую форт топь и солдаты легко могли её преодолеть, которая до наступления зимних холодов сама по себе служила преградой. Питер привёл людей Уинслоу прямо к укреплению наррагансеттов. Форт занимал площадь около 6 акров и был окружён высоким частоколом.

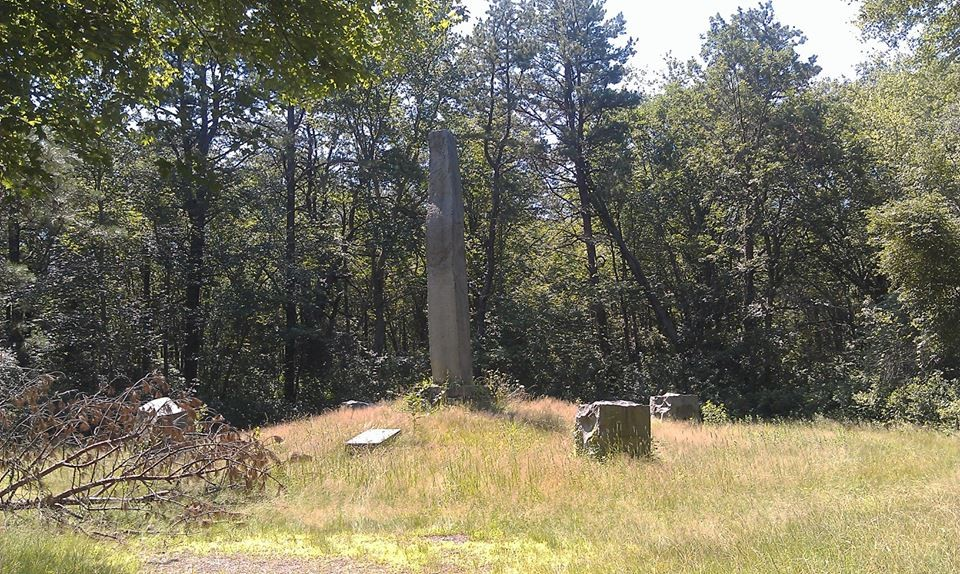
Памятник на предполагаемом месте боя

Приблизившись к форту, разведчики Уинслоу тут же вступили в перестрелку с воинами наррагансеттов, находившимися снаружи крепости. В дополнение к частоколу, форт был окружён пятиметровой преградой, сделанной из глины. На его углах находились блокгаузы, из которых индейцы могли стрелять в любого, кто пытался перебраться через стену. У форта был единственный вход, к которому вёл массивный ствол дерева, перекинутый через ров с замёрзшей водой. Держа в резерве своих солдат из Плимута, Уинслоу послал на штурм коннектикутских и массачусетских ополченцев. Наррагансетты поначалу успешно оборонялись, отбив нападение колонистов и убив двух массачусетских капитанов — Айзека Джонсона и Натаниэла Дэвенпорта. Но англичане предприняли повторную атаку и смогли найти брешь в частоколе и прорваться внутрь форта. Майор Трит и его люди первыми бросились внутрь укрепления и вскоре четыре из пяти капитанов Коннектикута были убиты. Через некоторое время Уинслоу приказал плимутцам присоединиться к нападавшим.
Индейцы и англичане стреляли друг в друга с близкого расстояния, то отступая, то продвигаясь вперёд. С приближением темноты Уинслоу отдал приказ поджечь строения внутри форта и вскоре вся индейская деревня была объята пламенем. Множество воинов смогли избежать гибели и покинули укрепление, поэтому большинство из 150 погибших составляли старики, женщины и дети. Англичане также понесли тяжёлые потери — около 210 убитых и тяжело раненых. Английская армия стала покидать форт после окончания боя и собралась в Уикфорде в 2 часа ночи следующего дня.

## Последствия
Разъярённые нападением англичан, воины наррагансеттов присоединились к восставшим индейцам. Представители племени и колониальных властей впоследствии встречались несколько раз, чтобы обсудить возможность примирения, но не смогли прийти к договорённости. 27 января Канончет и его воины напали на поселение Потаксет. Они сожгли дома и забили скот, прежде чем уйти на соединение с основными силами Метакомета, чей лагерь находился в центральном Массачусетсе около горы Вачусет. Армия Уинслоу преследовала наррагансеттов, но индейцы лучше знали местность и избегали больших боёв. В результате серии стычек с ощутимыми потерями английское войско прекратило преследование и вернулось в Бостон. Наррагансетты принесли с собой в растущую армию Метакомета страстную жажду отомщения, а Канончет стал наиболее влиятельным лидером индейцев в объединённом лагере у Вачусета, поскольку сахем вампаноагов отправился к мохокам, чтобы заручиться их поддержкой.

## Наследие
В 1906 году на предполагаемом месте боя был установлен памятник. Точное местоположение форта наррагансеттов до сих пор неизвестно.